# یواس‌اس چاشالاکا (ای‌ام‌سی-۴۱)
یواس‌اس چاشالاکا (ای‌ام‌سی-۴۱) (به انگلیسی: USS Chachalaca (AMc-41)) یک کشتی بود که طول آن ۹۷ فوت ۵ اینچ (۲۹٫۶۹ متر) بود. این کشتی در سال ۱۹۴۱ ساخته شد.